# Ciclone Harold
O ciclone tropical severo Harold foi uma forte tempestade que causou destruição generalizada nas Ilhas Salomão, Vanuatu, Fiji e Tonga durante abril de 2020. Foi observado pela primeira vez como uma baixa tropical em desenvolvimento dentro de uma frente de baixa pressão durante 1 de abril, enquanto estava localizada a leste da Papua-Nova Guiné. No dia seguinte, o sistema moveu-se para o sudeste, sobre o Mar de Salomão, antes de ser classificado como um ciclone tropical e nomeado Harold pelo Australian Bureau of Meteorology. O sistema mudou-se para a área de responsabilidade do Serviço Meteorológico de Fiji em 2 de abril e começou a intensificar-se explosivamente em 3 de abril, atingindo o estado de categoria 4 em 4 de abril em ambas as escalas. No dia seguinte, fortaleceu-se ainda mais para categoria de ciclone tropical de categoria 5, a classificação mais alta na escala australiana. Chegou ao Espírito Santo em 6 de abril. Logo depois, o Joint Typhoon Warning Center (JTWC) o atualizou para um ciclone equivalente à categoria 5 na escala Saffir-Simpson. Ele manteve esse estatuto por apenas seis horas antes de voltar para a categoria 4.
O Harold foi o primeiro ciclone tropical severo de categoria 5 a ocorrer na bacia do Pacífico Sul desde o ciclone Gita em 2018 e também foi o segundo ciclone tropical mais forte a afetar Vanuatu, atrás do ciclone Pam em 2015. A sétima tempestade da temporada 2019-20 da região australiana, a oitava tempestade e o quarto ciclone tropical grave da temporada de ciclones no Pacífico Sul de 2019-2020.  No total, 27 pessoas morreram no MV Taimareho (nas Ilhas Salomão), 2 mortas em Vanuatu, e 1 morreu em Fiji.

## História meteorológica
Em 1 de abril, o Instituto Australiano de Meteorologia (BOM) informou que a Baixa Tropical 12U havia se desenvolvido ao longo de um cavado de baixa pressão no leste da Papua Nova Guiné. A perturbação exibiu inicialmente uma ampla circulação de baixo nível e convecção atmosférica dispersa, mas foi localizada em um ambiente favorável para desenvolvimento adicional, com desenvolvimento de vazão de dois canais, baixa cisalhamento vertical do vento e temperaturas quentes da superfície do mar de 30 °C (86 °F).  A atividade de tempestades começou a se aglomerar sobre o centro mais tarde naquele dia, e um nível mais baixo nas proximidades direcionou o sistema para o sudeste, em direção às Ilhas Salomão. Dado o aumento da organização, a lista técnica atualizou a tempestade para uma Categoria 1 ciclone tropical na escala de intensidade de ciclones tropicais da Austrália e o nomeou Harold, antes de passar cerca de 135 quilômetros (84 mi) a sudeste de Honiara, nas Ilhas Salomão. O Centro de Alerta Conjunto para os Tufões dos Estados Unidos (JTWC) também iniciou avisos sobre o Ciclone Tropical Harold durante esse dia e o designou como Ciclone Tropical 25P. Posteriormente, o sistema atravessou 160°E, de onde saiu da região australiana e para a bacia do Pacífico Sul, o que levou o BoM a passar a responsabilidade de alerta primário ao Serviço Meteorológico de Fiji (FMS).
À medida que a tempestade se afastava das Ilhas Salomão em 3 de abril, começou a organizar-se rapidamente e a desenvolver um olho de ciclone nas imagens de microondas. Como resultado, foi classificado como um ciclone tropical severo de categoria 3 pela FMS às 00:00 UTC em 4 de abril. Nessa época, Harold estava localizado cerca de 360 quilômetros (220 mi) ao noroeste de Luganville, em Vanuatu, e seu movimento sudeste diminuiu significativamente como resultado de uma extensão de uma cordilheira subtropical ao leste da tempestade.  Mais tarde naquele dia, a FMS informou que Harold se tornara uma ciclone tropical grave de categoria 4, e previu que se intensificasse ainda mais em uma categoria 5, enquanto o olho do sistema ficou submerso em uma grande massa de convecção atmosférica. O JTWC, entretanto, avaliou que Harold alcançou o pico com velocidades de vento sustentadas de 1 minuto de 215 km/h (134 mph), o que o tornou equivalente a uma furacão categoria 4 na escala de vento do furacão Saffir-Simpson (SSHWS). Durante 5 de abril, o JTWC informou que o sistema havia começado a enfraquecer, com base na estrutura irregular dos olhos e no aquecimento do topo das nuvens do ciclone. No entanto, essa fase de enfraquecimento durou pouco, pois o sistema recuperou um olho de 30 quilômetros (19 mi) e uma densa central simétrica nublada, enquanto a saída de nível superior permaneceu forte. A FMS informou posteriormente que Harold havia se tornado um ciclone tropical severo de categoria 5, com ventos sustentados de 10 minutos de 205 km/h (127 mph). Nessa época, o sistema estava localizado cerca de 170 quilômetros (110 mi) ao oeste de Luganville e começou a se mover em direção ao pólo quando uma cordilheira subtropical a nordeste se tornou o principal mecanismo de direção.
Por volta das 00:00 UTC em 6 de abril, Harold chegou à ilha de Espirito Santo, no norte de Vanuatu, com ventos sustentados de 10 minutos de 215 km/h (134 mph). A FMS informou seis horas depois que Harold havia atingido sua intensidade com ventos de 10 minutos 230 km/h (140 mph), enquanto estava localizado entre as ilhas do Espírito Santo e Pentecostes. O sistema subsequentemente atingiu o Pentecostes, antes de ressurgir no oceano Pacífico Sul e começar a se afastar de Vanuatu. O JTWC também informou que o sistema havia atingido novamente o pico de intensidade e avaliado velocidades de vento sustentadas em 1 minuto de 270 km/h (170 mph), o que o tornou equivalente a uma furacão categoria 5 no SSHWS. Depois de ter atingido um pico de intensidade, Harold começou a mostrar sinais de enfraquecimento, com o olho ficando cheio de nuvens, as nuvens se aquecendo, a convecção reduzida em extensão e o ar seco começou a se embrulhar no sistema. Como resultado, a FMS informou que o sistema havia se enfraquecido em um ciclone tropical grave de categoria 4 durante 7 de abril, antes que o olho e a parede do olho de Harold se tornassem visíveis no radar em Nadi. O sistema passou subsequentemente dentro de 115 quilômetros (71 mi) de Suva, nas Ilhas Fiji, antes de passar perto ou sobre o grupo de ilhas Kadavu.  Em 8 de abril, o sistema se intensificou um pouco antes de a FMS informar que Harold havia se tornado um ciclone tropical grave da categoria 5 novamente, enquanto estava localizado a cerca de 300 quilômetros (190 mi) a nordeste de Nuku'alofa, na ilha tonganesa de Tongatapu. Como o sistema continuou a se mover para o sudeste, passou cerca de 115 quilômetros (71 mi) ao sul de Nuku'alofa, quando começou a enfraquecer e a passar para um ciclone extratropical. Durante o dia seguinte, Harold enfraqueceu-se em um ciclone tropical severo de categoria 3 ao se deslocar para a área de responsabilidade da MetService da Nova Zelândia, enquanto um forte vento vertical causou deslocamento da convecção atmosférica no sul de seu centro. Posteriormente, o JTWC emitiu seu parecer final sobre Harold, pois esperava obter características frontais e concluir sua transição extratropical em 12 horas. A MetService posteriormente declarou Harold como um ciclone extratropical durante 10 de abril, antes da última observação do sistema no dia seguinte, em torno de 1 500 quilômetros (930 mi) a sudoeste de Adamstown, nas Ilhas Pitcairn.

## Preparações e impacto

### Ilhas Salomão
A abordagem de Harold desencadeou alertas para as Ilhas Salomão dos Serviços Meteorológicos das Ilhas Salomão em 2 de abril. A agência aconselhou os residentes em regiões propensas a tempestades, como as próximas a rios e costas, a evacuar para terrenos mais altos. A agência também observou a possibilidade de deslizamentos de terra e mar agitado. Um aviso de ciclone foi colocado em vigor para todas as ilhas em 3 de abril. A Força Policial da Ilha Real de Salomão recomendou cautela elevada para passageiros e marinheiros.
Cerca de 100-150 mil pessoas nas Ilhas Salomão sentiram o vento, a chuva da tempestade de Harold. O Centro Nacional de Operações de Emergência indicou que 57 casas foram destruídas e outras 20 foram danificadas. Sete salas de aula também foram destruídas. A queda de árvores e galhos em Honiara resultou em falta de energia generalizada. O Hospital Nacional de Referência em Honiara estava entre os edifícios afetados por apagões. Algumas árvores caídas danificaram edifícios e bloquearam estradas. A escola de surdos de San Isidoro nos arredores de Honiara foi severamente danificada, perdendo o teto. Chuvas fortes inundaram a Rodovia Kukum em Honiara.  Um fluxo inchado das chuvas levaram um segmento de 3 m (9.8 ft) de uma ponte que liga partes do noroeste de Guadalcanal a Honiara. Dezenas de famílias foram expulsas das suas casas em Guadalcanal. Inundações e árvores caídas também causaram danos a edifícios na província de Rennell e Bellona.
Na noite de 2 de abril, o ferry MV Taimareho encontrou mar agitado e rajadas de até 80 km/h (50 mph) gerados por Harold em Ironbottom Sound, enquanto viajava de Taivu para Aiarai em West Are', na província de Malaita. O navio havia sido enviado para repatriar os residentes de Malaita de Honiara como medida de precaução durante a pandemia de coronavírus em andamento embora houvesse avisos que aconselhavam os navios a permanecer no porto. Vinte e sete dos 738 passageiros foram atirados borda fora pelas ondas e são supostamente mortos;  O Taimareho mais tarde se refugiou no porto de Su'u, na província de Malaita. Aviões e navios foram enviados para procurar sobreviventes em uma área maior que 1,000 km2 (390 sq mi).  Os esforços de resgate foram inicialmente prejudicados pelas condições adversas; um helicóptero de resgate não pôde voar, pois o seu segundo piloto foi colocado em quarentena.  Dois corpos foram encontrados na região sul da província de Malaita, localizando a região de busca;  A 8 de abril de 2020, sete corpos foram recuperados. O governo das Ilhas Salomão iniciou duas investigações sobre o incidente marítimo, envolvendo um inquérito formal conduzido pela Administração de Segurança Marítima das Ilhas Salomão e uma investigação criminal. Pelo menos dois navios foram levados à costa pela tempestade. As fortes chuvas de Harold lavaram grande parte das planícies de Guadalcanal, reduzindo a segurança alimentar da região. O governo da Austrália doou US$ 60.000 em fundos de ajuda às Ilhas Salomão.

### Vanuatu

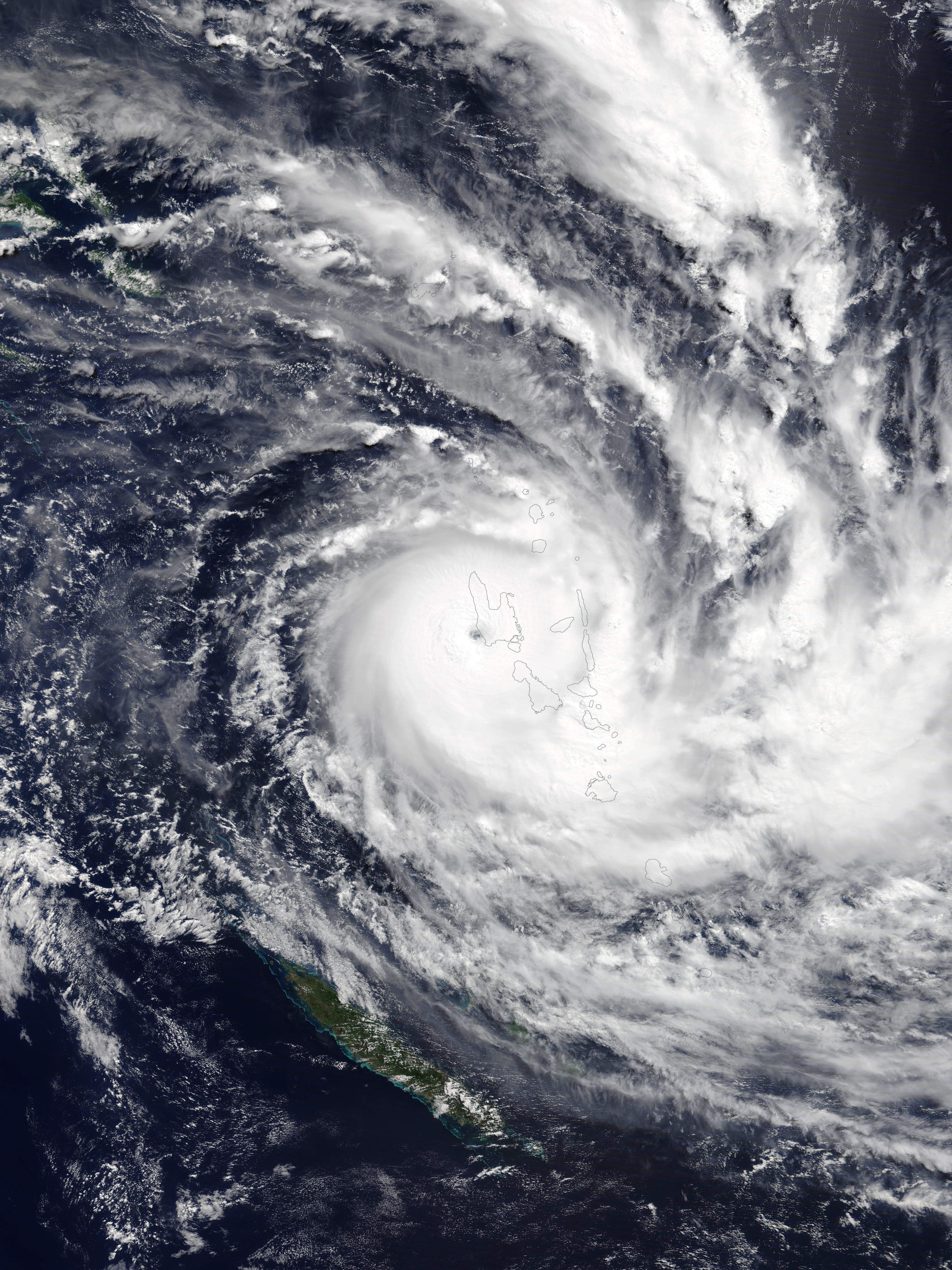
Harold se aproxima do seu primeiro landfall no Espírito Santo em 4 de abril

Em 3 de abril, o Escritório Nacional de Gerenciamento de Desastres de Vanuatu (VNDMO) emitiu um alerta amarelo - indicando a ameaça de um ciclone tropical dentro de 12 horas - nas províncias de Torba e Sanma em Vanuatu. O Departamento de Meteorologia e Riscos Geográficos de Vanuatu também emitiu um aviso de ciclone tropical para essas áreas. O alerta amarelo foi atualizado para um alerta vermelho - o aviso de nível mais alto para Vanuatu - em 4 de abril após a atualização de Harold para um ciclone tropical severo de categoria 3, enquanto alertas amarelos também foram emitidos para as províncias de Malampa e Penama. Os alertas vermelhos acabaram por abranger as províncias de Malampa, Penama, Sanma e Torba, com um alerta amarelo para a província de Shefa. O VNDMO recomendou que todos os residentes sob o alerta vermelho permanecessem em ambientes fechados. As atividades de preparação do COVID-19 foram suspensas para facilitar os preparativos e evacuações de Harold. As restrições de viagem e de distanciamento social associadas à pandemia do COVID-19 foram levantadas para aqueles que procuram casas seguras e abrigos de evacuação.
Centenas de pessoas foram evacuadas para abrigos no Espírito Santo; as comunicações interrompidas nas áreas rurais dificultaram as estimativas, embora um funcionário da Cruz Vermelha de Vanuatu tenha estimado cerca de 1 000 pessoas foram alojadas em centros de evacuação. Em 5 de abril, a Federação Internacional das Sociedades da Cruz Vermelha e do Crescente Vermelho (IFRC) concedeu 50 000 CHF, do Fundo de Emergência para Socorro a Desastres da Cruz Vermelha de Vanuatu, ajuda a posicionar melhor o pessoal e os recursos de ajuda antes da chegada da tempestade, mobilizando mais de mil voluntários. Preparando-se para a tempestade em Luganville, centenas de pessoas foram enviadas para os centros de evacuação antes da tempestade.  A sede provincial da Torba em Sola serviu de abrigo para as famílias. A organização de desenvolvimento Oxfam Austrália coordenou com as agências Vanuatuanas o desenvolvimento de um plano de resposta para Harold. O Departamento Australiano de Relações Exteriores e Comércio também elaborou um pacote de apoio para as Ilhas Salomão e Vanuatu.
Harold foi a primeira ciclones tropicais severos de Categoria 5 na escala australiana para atingir Vanuatu desde o ciclone Pam em 2015, trazendo rajadas acima de 275 km/h (171 mph) e 250-450 mm (10–18 in) de chuva. Dizem que aproximadamente um terço da população de Vanuatu foi afetada pela tempestade em sete ilhas. As comunicações foram perdidas na maioria das áreas afetadas, particularmente nas províncias do norte de Vanuatu. A empresa de telecomunicações Vodafone relatou perda de contato com as Ilhas Banks, Espiritu Santo, Malakula e Ilha de Pentecostes. As conexões foram restabelecidas nas áreas mais atingidas dois dias depois de Harold chegar ao solo. Começando antes do landfall, o movimento lento do ciclone a oeste de Vanuatu atraiu muita humidade, resultando em fortes chuvas. As inundações forçaram as pessoas a evacuar suas casas para terrenos mais altos no Espírito Santo e estradas danificadas em Penama. Na ilha de Malakula, os rios transbordavam suas margens e inundavam jardins. Mais ao sul, Aneityum registou 166 mm (6.5 in) de chuva.

Harold passando por Vanuatu nos dias 5 e 6 de abril

A modelagem do Centro Comum de Pesquisa da Comissão Europeia sugeriu que as alturas das tempestades atingiram o pico de 0.8 m (2.6 ft) em Vanuatu. Os danos foram extensos no Espírito Santo, onde Harold chegou à terra firme. Os navios foram arrastados para as margens da ilha pelos mares agitados.  Uma extensa desfoliação e inundações ocorreram no norte de Vanuatu. A escassez de água e a falta de energia começaram a afetar Luganville, a maior cidade do Espírito Santo, antes da chegada de Harold. As fortes chuvas também ameaçaram a contaminação do abastecimento de água de Luganville e a lavagem de lavouras e estradas, especialmente em áreas baixas. Quando o ciclone atingiu a terra e se mudou pela cidade em 6 de abril, os ventos abriram casas e árvores derrubadas.  Alguns edifícios foram arrasados pela tempestade, com um reduzido à sua fundação. Aproximadamente 50-70 por cento dos edifícios da cidade foram danificados;  cerca de metade das casas sofreu danos significativos. O prefeito de Luganville, Peter Patty, declarou: “Estamos gravemente afetados. Precisamos urgentemente de água, comida e abrigo no momento. Muitos perderam suas casas. Escolas são destruídas. A eletricidade está desligada. Estou urgentemente pedindo ajuda. Esta é uma das piores experiências da minha vida. ” seguindo a tempestade.  Chuvas torrenciais adicionais inundaram as estradas. O prédio do conselho municipal de Luganville foi destruído. As comunicações com a cidade foram interrompidas quando a tempestade passou, e a cidade foi isolada do resto do Espírito Santo por inundações, destroços e deslizamentos de terra.  O prefeito da cidade irmã de Luganville, Mont-Dore, na Nova Caledônia, prometeu ajudar a trazer suprimentos e "assistência excepcional" para ajudar Luganville a se recuperar do devastador ciclone. Os edifícios também foram destruídos em todo o resto da província de Sanma.  Os relatórios iniciais sugeriam que danos severos foram infligidos perto do ponto de aterrissagem de Harold na parte sudoeste da província,  com algumas áreas sofrendo danos a todas as estruturas. Os barracos ao longo da costa do Espírito Santo foram completamente demolidos, com algumas casas mais desenvolvidas sem telhado e suas paredes arrancadas ou desabadas. Nenhum edifício ou estrutura foi deixado incólume em algumas comunidades na ilha de Malo.  Duas mortes foram relatadas na ilha, e muitas teriam sido feridas.
Danos mais extremos foram relatados no Pentecostes, onde a tempestade atingiu o seu segundo território próximo ao pico de intensidade. Aldeias inteiras foram destruídas. Mais pesquisas de danos aéreos foram realizadas para avaliar os danos na ilha. Com o centro de saúde de Melsisi destruído e o alojamento dos funcionários danificado, o piso inferior de outro prédio danificado foi usado como ala médica temporária. Dizem que os danos causados por Harold afetaram menos áreas do que o ciclone Pam cinco anos antes, mas os danos gerais foram considerados significativamente piores em algumas áreas, particularmente no Pentecostes.
O estado de emergência promulgado por Vanuatu para a pandemia do COVID-19 foi estendido para reforçar a resposta do governo às consequências de Harold. Os esforços de recuperação foram estimados em 12 meses, com a longevidade devida em parte à crise simultânea do coronavírus. A Oxfam Austrália lançou uma equipe de resposta a desastres para avaliar e auxiliar na reparação de danos na província de Sanma, em Vanuatu, poucas horas após os primeiros impactos de Harold, dobrando também a ajuda ao COVID-19. A Save the Children preparou materiais de socorro nas ilhas para distribuição às crianças afetadas. A Sociedade da Cruz Vermelha de Vanuatu juntou-se às sociedades da Cruz Vermelha de Fiji e Ilhas Salomão. Kits de emergência estocados foram distribuídos pela Igreja Católica Vanuatu para as pessoas afetadas. Lisa Faerua, diretora da Oxfam no país, afirmou que a recuperação da tempestade podia levar até um ano, o que provavelmente seria adiado como resultado da pandemia de coronavírus. Os suprimentos de socorro enviados para Vanuatu precisavam ficar em quarentena por sete dias antes da distribuição nas ilhas. Um avião de vigilância P-3 Orion foi enviado pela Força de Defesa da Nova Zelândia (NZDF) para determinar onde a assistência humanitária poderia ser priorizada. Um NZDF C-130 foi designado para entregar um helicóptero a Vanuatu para apoiar os esforços de socorro e realizar suprimentos médicos. O ministro das Relações Exteriores da Nova Zelândia, Winston Peters, financiou US$ 485.000 (NZ$ 500.000) ao governo de Vanuatu para ajudar na recuperação após a tempestade de 8 de abril. As contribuições diretas totais da Nova Zelândia para Vanuatu totalizaram US$ 1,52 milhões (NZ$ 2,5 milhão).  O pacote de assistência da Austrália a Vanuatu incluía apoio logístico, de saúde, educação e policiamento para agências governamentais e não governamentais. Um avião da Força de Defesa Australiana foi enviado ao norte de Vanuatu para enviar suprimentos para as áreas afetadas em 9 de abril. A França enviou tendas, kits de abrigo, utensílios de cozinha e bidão para o país, a pedido do governo de Vanuatu. A Visão Mundial da Austrália estimou que cerca de 160.000 pessoas (pouco menos da metade da população do país) ficaram desabrigadas pela tempestade e declararam o ciclone como um desastre da Categoria II em sua escala de classificação de desastres. Eles então se comprometeram a doar US$ 4 milhões (NZ$ 6,5 milhões) em suprimentos para as áreas afetadas.

### Fiji

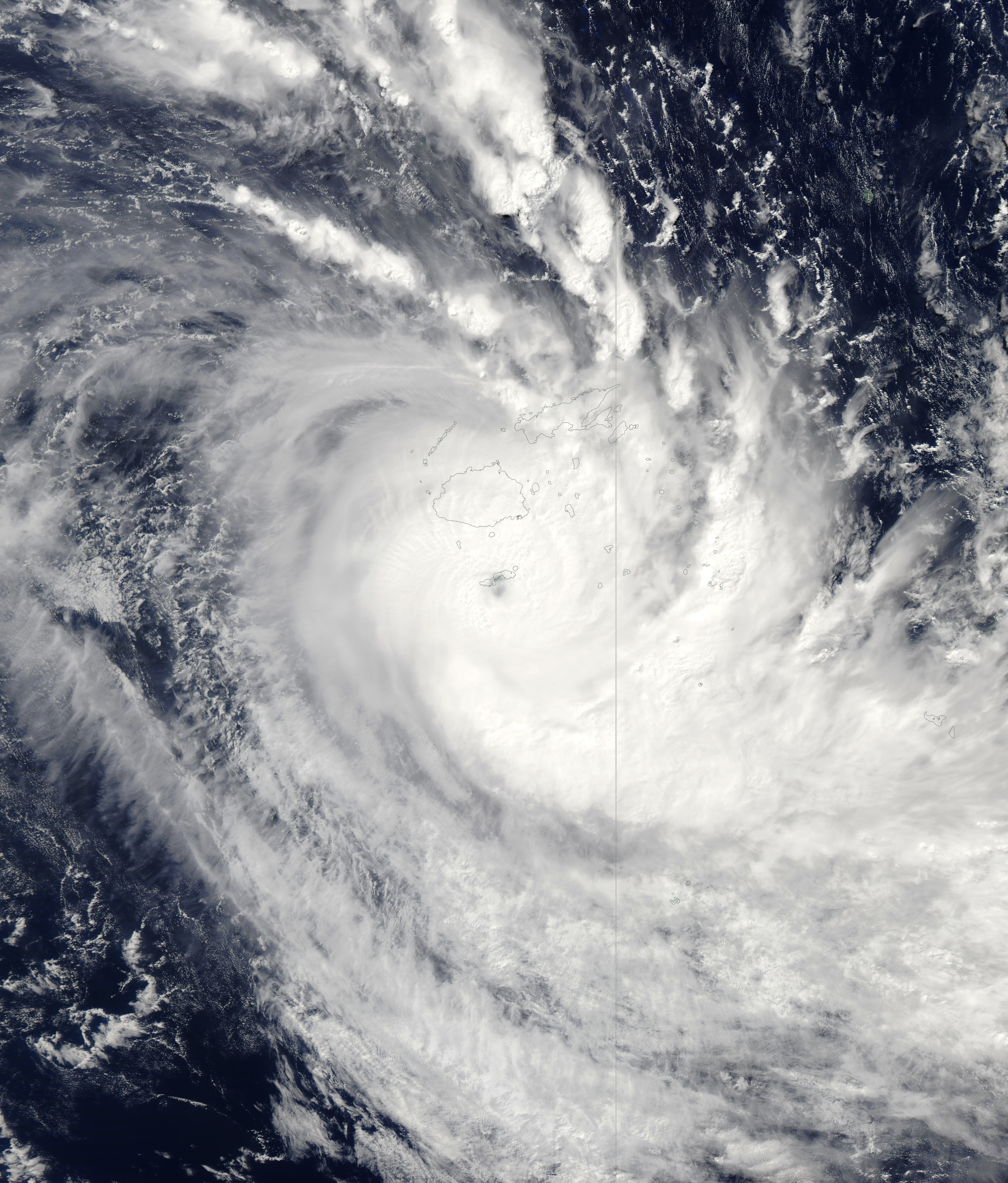
Harold movendo-se através de Kadavu em 8 de abril

Durante 6 de abril, o FMS emitiu um alerta de ciclone tropical para Viti Levu, Kadavu, Lomaiviti, bem como para o grupo de ilhas Yasawa e Mamanuca e Lau.
O FMS emitiu alertas de chuva forte para a metade ocidental das ilhas Viti Levu, Kadavu e Mamanuca e Yasawa em 6 de abril, antecipando a chegada das bandas de chuva de Harold e a eventual passagem de seu centro ao sul de Fiji. Mais tarde, as advertências de tempestade foram postas em prática nas áreas sob forte alerta de chuva, além das Ilhas Lomaiviti ; o alerta de chuva forte foi expandido para abranger a totalidade das ilhas das Ilhas Fiji. O aviso mais alto, um aviso de furacão, foi emitido para Kadavu e Ono-i-Lau em 7 de abril. O Escritório Nacional de Gerenciamento de Desastres de Fiji (FDNMO) ativou seu Centro de Operações de Emergência para agilizar os preparativos e as evacuações. Em Fiji, 25 dos centros de evacuação foram abertos inicialmente, com 22 na Divisão Oeste e 3 na Divisão Central; pelo menos 2 146 das pessoas procuravam abrigo nos centros. O número de abrigos e evacuados aumentou durante e após a passagem de Harold; mais de 6 000 pessoas procuraram refúgio em 197 centros de evacuação, com pelo menos dois em cada um dos quatro distritos de Fiji. Todos os chefes de aldeia e líderes comunitários foram orientados a evacuar seu povo para a segurança. O Conselho Provincial de Kadavu alertou os moradores de Kadavu a procurar um terreno mais alto. Viti Levu foi submetido a uma ordem de restrição de movimento em 8 de abril, garantindo que apenas os serviços de emergência estivessem nas estradas; essa ordem foi levantada mais tarde naquele dia. O diretor do Ministério das Pescas de Fiji, Mere Lakeba, aconselhou os agricultores de aquicultura a reduzir o uso da água e os velejadores a moverem seus navios para a segurança. As autorizações marítimas foram rescindidas indefinidamente para todos os navios pela Autoridade de Segurança Marítima de Fiji, além de evacuar os navios. Todos os escritórios da Autoridade de Transporte Terrestre foram fechados. Funcionários não essenciais foram orientados a ficar em casa. Em 7 de abril, a Fiji Airways transferiu algumas de suas aeronaves maiores para a Nova Zelândia para evitar danos causados por tempestades. Os vôos da Fiji Airways com evacuados partiram para Sydney e Los Angeles.
No início de 7 de abril, os moradores dos grupos Malolo e Yasawa começaram a sentir alguns efeitos iniciais da tempestade, incluindo ventos fortes, inundações costeiras moderadas e tempestades. O Turaga-ni-Koro (chefe da vila) aconselhou todos os moradores de Malolo a ficarem dentro de casa e permanecerem alertas o tempo todo durante o dia. Chuvas fortes inundaram várias comunidades em Fiji; alertas de enchentes cobriam todas as áreas baixas e bacias hidrográficas do país. Partes de Ba, Lautoka e duas aldeias foram inundadas. Os pacientes do hospital principal de Lautoka foram transferidos para o térreo como medida de precaução. Foram estabelecidos postos de controle da polícia para restringir as viagens a Ba devido a inundações generalizadas ao longo do rio Ba e riachos próximos. Quase cem casas em Qauia, Lami, foram afetadas pelas inundações. As estradas foram bloqueadas por árvores caídas, enchentes e deslizamentos de terra. O rio Nasivi transbordou suas margens, submergindo uma rodovia e uma ponte. Seções das rodovias Queens e Kings foram fechadas devido a obstruções. Nove casas foram demolidas na província de Tailevu, ferindo várias pessoas. O Tailevu North College e as casas em Tailevu perderam partes dos seus telhados. As plantações foram arrancadas das fazendas pelos ventos. Em Nadi, os ventos atingiram 95 km/h (59 mph) e a eletricidade foi cortada. A falta de energia decorrente de postes e linhas de energia derrubados afetou grande parte das divisões central e ocidental de Fiji. A empresa de energia Energy Fiji Limited descreveu o dano às suas linhas de energia como "significativo". As casas em Sigatoka foram danificadas pelos fortes ventos e a maior parte da cidade ficou sem energia. Um tornado atingiu Vusuya, Nausori, na manhã de 8 de abril, abrindo casas, arrancando árvores e derrubando postes de energia; quinze casas foram seriamente danificadas e duas pessoas ficaram feridas. Sete casas e uma escola foram abertas por outro tornado em Nakasi.  Nove casas em Narere, Nasinu, foram danificadas por um terceiro tornado produzido por Harold. As áreas baixas de Suva foram inundadas ao longo da orla costeira. Cerca de dez casas na cidade foram destruídas. Tubos de metal e alumínio de um arranha-céu em construção em Suva caíram nas estradas e propriedades adjacentes. Chuvas fortes e ventos fortes estenderam-se para a Divisão Norte, derrubando árvores e sinalização. As plantações de mandioca e banana sofreram perdas devido aos ventos fortes em Kubulau, distrito de Bua. As comunicações foram perdidas nas ilhas Kadavu e Lau, onde muitos edifícios foram danificados. Aproximadamente 50 casas foram destruídas em Ono-i-Lau, que era de 39 mi (63 km) longe do centro de Harold na sua aproximação mais próxima. Danos generalizados foram relatados em Dravuni. Fazendas e colheitas foram danificadas em Vanuabalavu. Em Bulia, Kadavu, cerca de 20 casas foram danificadas, incluindo casas recém-construídas. No total, 26 pessoas foram feridas em Fiji e uma morreu. A energia ainda não foi restaurada para 80% das casas afetadas até 11 de abril, três dias após os primeiros impactos.
Soldados fijianos das Forças Militares da República das Fiji Terceira infantaria e polícia de Fiji foram despachados para limpar destroços após a tempestade. O governo da Austrália prometeu US $ 350 000 em ajuda a Fiji para os esforços de socorro de Harold. O Alto Comissário da Nova Zelândia para Fiji, Jonathan Curr, prometeu ajuda humanitária e socorro dos desastres para as Ilhas Fiji da Nova Zelândia.

### Tonga
O Centro de Alerta para Ciclones Tropicais de Fua'amotu, em Tonga, foi ativado em 7 de abril, pois Harold estava previsto para entrar nas águas tonganesas em dois dias. Alertas de chuva forte e avisos de inundação foram emitidos para 'Eua, Ha'apai, Tongatapu e Vava'u, com avisos adicionais para ventos fortes cobrindo as mesmas áreas, além de outras ilhas periféricas. Bancos comerciais em Tonga fecharam em 9 de abril, com expectativa de retorno das operações normais em 14 de abril. A polícia aconselhou os moradores a procurar abrigo, se necessário, e a evitar o distrito comercial central de Nuku'alofa. Um aviso extremo da maré alta, o mais alto nível de maré possível em Tonga, foi emitido para as águas costeiras de Tonga quando Harold se aproximou, também coincidindo com uma maré de Lua cheia, que se prevê causar as marés mais altas próximas a Tonga em 2020.
Falta de energia começou a afetar partes do Tonga, devido às árvores derrubadas pela tempestade em 9 de abril. O centro de Harold passou 90-100 km (55-60 milhas) ao sul de Tongatapu, amarração Tonga com fortes chuvas e vento; um pico rajada de 80 km/h (50 mph) foi registado no Aeroporto 'Eua . Danos às colheitas de alimentos e o abastecimento de água ocorreu em 'Eua e Tongatapu. Tempestade, atingindo 0.86 m (2 ft 10 in) acima rei da maré, inundados costeira extensões de Tongatapu, com seus maiores impactos na ilha central e a costa ocidental. Três estâncias turísticas oeste de Nuku'alofa foram destruídos; e as suas casas na faixa costeira, e residências foram arrasadas pelo ciclone. Das ilhas, 'Eua foi o mais afetada, com graves danos causados para o seu cais. Algumas casas foram destelhadas e a eletricidade foi perdido toda a ilha. Mortes foram relatadas no reino, no dia 10 de abril, apesar de corte de comunicações pela tempestade impediu a confirmação dos mesmos. Mais no interior, a vegetação e culturas foram danificadas pela tempestade.